# Alexander Sarkissian
Alexander Sarkissian (* 3. April 1990 in Glendale, Kalifornien) ist ein ehemaliger US-amerikanischer Tennisspieler.

## Leben und Karriere
Alexander Sarkissian spielte hauptsächlich auf der ATP Challenger Tour und der ITF Future Tour. Er feierte fünf Einzel- und einen Doppeltitel auf der Future Tour. Dazu kam ein Challengererfolg in Gimcheon im Juni 2015.
Vor seiner Karriere studierte Sarkissian von 2010 bis 2014 in den USA. Nach einem Jahr am Glendale Community College wechselte er 2011 an die Pepperdine University, wo er auch erfolgreich im College Tennis aktiv war. Viermal wurde er als All-American ausgezeichnet.
Die erfolgreichste Zeit als Tennisprofi erlebte Sarkissian 2015, als er kurzzeitig in den Top 200 der Weltrangliste stand. In dieser Zeit kam er auch zu drei seiner vier Teilnahmen an Turnieren der ATP Tour, wo er zu zwei Siegen kam. Nach 2016 war er die meiste Zeit außerhalb der Top 300 platziert.

## Erfolge
| Legende (Anzahl der Siege)  |
| Grand Slam                  |
| ATP World Tour Finals       |
| ATP World Tour Masters 1000 |
| ATP World Tour 500          |
| ATP World Tour 250          |
| ATP Challenger Tour (1)     |

### Einzel

#### Turniersiege
| Nr. | Datum        | Turnier  | Belag     | Finalgegner  | Ergebnis  |
| --- | ------------ | -------- | --------- | ------------ | --------- |
| 1.  | 7. Juni 2015 | Gimcheon | Hartplatz | Connor Smith | 7:65, 6:4 |